# Waldemar Barner
Waldemar Barner (ur. 1913, data śmierci nieznana) – niemiecki kapo w obozie koncentracyjnym Mauthausen-Gusen i zbrodniarz wojenny.
Z zawodu rzeźnik. W sierpniu 1943 za próbę dezercji z szeregów Wehrmachtu walczących na froncie wschodnim skazany został na karę śmierci, a wyrok miał zostać wykonany w obozie Mauthausen. Barnera jednak ułaskawiono i umieszczono w obozie jako więźnia. Przez cztery tygodnie przebywał w obozie głównym, później przeniesiono go do podobozu Schwechat, gdzie pracował w kuchni. Następnie skierowano go do podobozu Hinterbrühl. Tu piastował stanowisko kapo w fabryce Heinkla. 7 kwietnia 1945 powrócił do obozu głównego, w którym pozostał do wyzwolenia 5 maja 1945.      
W procesie załogi Mauthausen-Gusen (US vs. Waldemar Barner i inni) przed amerykańskim Trybunałem Wojskowym w Dachau skazany został na karę 15 lat pozbawienia wolności. Barnerowi udowodniono zarzut katowania więźniów, czasem do nieprzytomności. W dwóch przypadkach bicia te zakończyły się śmiercią więźniów. Natomiast podczas ewakuacji Hinterbrühl Barner otrzymał mundur esesmana i karabin. Podczas konwojowania kolumny więźniów zastrzelił kilku, którzy nie byli w stanie dalej maszerować.